# Бенита Фереро-Валднер
Бенита Фереро-Валднер (на немски: Benita Ferrero-Waldner) е австрийски дипломат и европейски комисар по външните отношения и европейската политика на добросъседство. Тя е член на консервативната Австрийска народна партия.

## Политическа дейност
Бенита Фереро-Валднер е родена в Оберндорф, в близост до Залцбург, Австрия, на 5 септември 1948 г. Завършва гимназия в 1966 г., a през 1970 г. защитава докторат по Право в Залцбургския университет. До 1983 г. работи в частния сектор, след което влиза в дипломатическите среди, като е била на няколко мисии на Австрия в различни страни.
На 1 януари 1984 г. е нейното истинско начало в политиката с назначаването ѝ за консултант в посолството на Австрия в Мадрид. От септември същата година до януари 1986 г. работи в австрийското Министерство на външните работи и събира дипломатически опит като сътрудник в няколко отдела – по икономическите, по политическите и по консулските въпроси. Сред първите ѝ най-влиятелни длъжности е шеф на протокола в ООН по времето на генералния секретар на Обединените нации Бутрос Бутрос-Гали.
От 1995 до 2000 г. заема длъжността държавен секретар на австрийското външно министерство в правителствата на социалдемократите Франц Враницки и Виктор Клима. Когато Волфганг Шюсел става канцлер на Австрия в началото на 2000 година, тя става министър на външните работи. В деня на избора ѝ Европейският съюз налага дипломатически санкции на Австрия, тъй като правителството е съставено от Австрийската народна партия и крайнодясната Австрийска партия на свободата. Минават близо 8 мес., докато санкциите отпаднат, най-вече благодарение на усилията на външния министър. Бенита Фереро-Валднер заема този пост до октомври 2004 година, когато е наследена от Урсула Пласник.
През януари 2004 г. се кандидатира за президент на Австрия, на мястото на Томас Клестил, като кандидатурата ѝ е подкрепена от Австрийската народна партия, но в крайна сметка тя не спечелва вота. Нейният единствен опонент е Хайнц Фишер от Социалдемократическата партия на Австрия. Разликата в процентно съотношение между двамата е малка, като Фишер печели 52,39%, а Валднер – 47,61% от гласовете.
В края на юли 2004 г. е номинирана за наследник на сънародника си Франц Фишлер като еврокомисар на Австрия. Бенита Фереро-Валднер встъпва в длъжност на 22 ноември същата година, като нейният ресор е външните отношения и европейската политика на добросъседство. Мандатът ѝ изтича на 31 октомври 2009 г.
Като еврокомисар Г-жа Валднер постига немалко политически успехи, като началото на преговорите между враждуващите групи в гражданската война в Шри Ланка, както и демилитаризирането на големи райони от Африка и Азия. По време на мандата ѝ се засилва ролята на европейската политика за добросъседство, както и диалогът със страните от Арабската лига в рамките на Барселонския процес. До голяма степен нейна заслуга е намаляването на напрежението в мюсюлманските държави около публикуването на карикатурите на пророка Мохамед.
Фереро-Валднер е ангажирана със съдбата на българските медици и СПИН епидемията в Бенгази от началото на мандата си. Тя изиграва важна роля при преговорите за освобождаването на медиците, обвинени в умишлено заразяване на над 400 либийски деца със СПИН. Комисар Фереро-Валднер прави много пътувания до Джамахирията и се среща със затворниците редовно. Тя работи за подобряването на състоянието на децата, заразени с ХИВ вируса.
С решение на Столичния общински съвет от 24 юли 2007 г. Фереро-Валднер, заедно с френския президент Никола Саркози и съпругата му Сесилия Саркози, е наградена с почетно гражданство на София., а на 17 септември 2007 получава и най-високото държавно отличие – орден „Стара планина“, първа степен.

## Личен живот
От 1974 до 1983 г. Фереро-Валднер е омъжена за Волфганг Щер, който е учител в баварско училище. След развода си с него през 1993 г. тя сключва брак с лектора по испанска и латиноамериканска литература във Виенския университет Франсиско Фереро Кампос. Църковният им брак обаче е обявен едва през декември 2003 година, тъй като Католическата църква забранява развода. Бенита и съпругът ѝ нямат деца. Малкото свободно време, с което разполага, тя прекарва в колоездене, плуване и четене на книги – трите ѝ любими занимания.
Нейната усмивка ѝ спечелва прозвището Фереро Целувката и я сравняват с едни от най-вкусните бонбони „Фереро Роше“, известни в цял свят.